# Katastrofa lotu Air India Express 1344
Katastrofa lotu Air India Express – wypadek samolotu Boeing 737-86J, należącego do indyjskich linii lotniczych Air India Express, do którego doszło 7 sierpnia 2020 roku w mieście Kozhikode. Na pokładzie znajdowało się 184 pasażerów i 6 członków załogi. Pierwotnie informowano o 16–18 ofiarach śmiertelnych i 15 osobach w stanie krytycznym, ostatecznie liczba ofiar śmiertelnych wyniosła 21, w tym obaj piloci.

## Przebieg lotu
W dniu wypadku samolot wystartował z Dubaju o godzinie 18:14 czasu lokalnego i miał wylądować w Kozhikode ok. 3 godziny później. Po planowym dotarciu w okolice lotniska, piloci otrzymali polecenie oczekiwania na zgodę do lądowania. Ze względu na warunki monsunowe  widoczność była słaba a droga startowa mokra.
Samolot wylądował w połowie pasa startowego i nie zdołał wyhamować, w związku z czym spadł ze skarpy o wysokości 34 m. W wyniku uderzenia kadłub samolotu rozpadł się na dwie części.

## Przyczyna wypadku
Prawdopodobną przyczyną wypadku było nieprzestrzeganie standardowych procedur postępowania przez pilota, który wylądował poza strefą przyziemienia, w połowie pasa startowego, pomimo wydania przez pilota monitorującego polecenia przerwania lądowania. Drugim błędem było nieprzejęcie w zaistniałej sytuacji sterów przez pilota monitorującego.